# سوزوکی کیزاشی
سوزوکی کیزاشی (به انگلیسی: Suzuki Kizashi) یک خودرو سایز متوسط است که در تاریخ ۳۰ ژوئیه ۲۰۰۹ از آن در ایالات متحده آمریکا رونمایی شد. کیزاشی در تاریخ‌های ۲۱ اکتبر ۲۰۰۹ در کشور ژاپن، ۱ دسامبر ۲۰۰۹ در آمریکای شمالی، ۱۱ مه ۲۰۱۰ در استرالیا و نیوزیلند، و ۲ فوریه ۲۰۱۱ در هند به بازار عرضه گشت. کیزاشی نخستین محصولی از خودروهای سایز متوسط سوزوکی است که در بازار استرالیا به فروش رسیده‌است. سوزوکی کیزاشی از سال ۲۰۱۲ با دو تریم "فول" و "نیمه‌فول" وارد ایران شد و واردات آن تا سال ۲۰۱۳ ادامه داشت. این خودرو در ایران با گیربکس cvt و موتور ۲.۴ لیتری عرضه شد که فروش چندانی نداشت و به دلیل تعداد محدود این خودرو در کشور، در حال حاضر شرایط مطلوبی به لحاظ تامین قطعات و خدمات پس از فروش ندارد.